# O Diário FM
O Diário FM foi uma emissora de rádio brasileira sediada em Barretos, município do estado de São Paulo. Operava no dia FM, na frequência 97.9 MHz, concessionada no município de Colina. Foi parte integrante do Grupo Monteiro de Barros, composta por outras sete emissoras de rádio. Seu nome foi inspirado no jornal homônimo.

## História
Em fase de testes, a estação foi inaugurada em setembro de 2006 com o nome 107 FM, atuando em 107.7 MHz. A programação tinha estilo adulto-contemporâneo. A emissora estreou oficialmente em fevereiro de 2009, quando passou a se chamar Independente FM e assumiu a frequência 97.9 MHz. Seu nome foi baseado na estação operada pelo mesmo grupo durante a década de 1990, que possuía programação jovem e que passou a ser afiliada da Band FM posteriormente. Além da programação adulto-contemporânea, a emissora retransmitia alguns programas da Rádio Independente 1010 AM.
Em 13 de setembro de 2013, a emissora foi relançada num grande evento e passou a se chamar O Diário FM, baseada no jornal homônimo pertencente ao grupo. A programação continuou com o segmento adulto-contemporâneo, também incorporando mais produções jornalísticas.
Em outubro de 2017, o jornalista Monteiro Neto confirmou o lançamento do projeto Rede Vida FM, uma rede de rádios que teria início em Barretos. Posteriormente, foi confirmado que a nova emissora iria entrar no lugar da O Diário FM a partir de 5 de novembro de 2017 e que toda a programação passaria a integrar a frequência 93.5 MHz, migrante da Rádio Independente, que irá se chamar Rádio O Diário Independente.